# Ellucana secunda
Ellucana secunda är en kräftdjursart som beskrevs av Coull 1971. Ellucana secunda ingår i släktet Ellucana och familjen Canuellidae. Inga underarter finns listade i Catalogue of Life.